# Elvira van Sicilië
Elvira van Castilië (circa 1100 - 6 februari 1135) was van 1130 tot aan haar dood de eerste koningin-gemalin van Sicilië. Ze behoorde tot het huis Jiménez.

## Levensloop
Elvira was een dochter van koning Alfons VI van León en Castilië uit diens vierde huwelijk met Isabella. Deze Isabella is vermoedelijk dezelfde persoon als Zaida van Sevilla, een islamitische prinses die Alfons' maîtresse was alvorens ze met hem huwde. Elvira groeide op aan het hof van zijn vader in de multireligieuze stad Toledo.
In 1117 of 1118 huwde ze met Rogier II (1095-1154) uit het Huis Hauteville, eerst graaf en vanaf 1130 koning van Sicilië. Sicilië had eveneens een aanzienlijke moslimbevolking en het huwelijk maakte deel uit van Rogiers plan om het religieuze beleid van haar vader te kopiëren. Ook zou Elvira de bloei van islamitische kunst tijdens het bewind van haar echtgenoot beïnvloed hebben.
Er bestaat zeer weinig informatie over haar periode als koningin van Sicilië. Ze scheen niet actief te zijn geweest in de politiek of als patroon van kerken en wordt vooral herinnerd om het feit dat ze zes kinderen baarde:
- een dochter die op jonge leeftijd overleed
- Rogier III (1118-1148), hertog van Apulië, huwde in 1139 of 1140 met Elisabeth, dochter van Theobald IV van Blois
- Tancred (1119-1138), vorst van Bari
- Alfons (1120/1122-1144), prins van Capua en hertog van Napels
- Willem I (1120/1121-1166), hertog van Apulië en koning van Sicilië
- Hendrik, stierf op jonge leeftijd

In 1135 vielen zowel Elvira als haar echtgenoot ten prooi aan een ernstige en besmettelijke ziekte. De koning overleefde, maar Elvira bezweek op 6 februari 1135. Rogier III was zodanig geraakt door haar overlijden dat hij zich terugtrok in zijn kamer en enkel nog zijn nauwste dienaars wilde zien. Er verspreidden zich zelfs geruchten dat ook Rogier de ziekte niet had overleefd. Rogier bleef veertien jaar weduwnaar en hertrouwde pas in 1149, toen vier van zijn zonen met Elvira overleden waren.